# 수산초등학교 (전북)
수산초등학교는 대한민국 전라북도 군산시 옥구읍 수산길 71-21 (수산리)에 있었던 초등학교이다.

## 연혁
- 1968년 6월 10일 옥구국민학교 수산분교장 개교(설립인가 3월 1일)
- 1970년 3월 1일 수산국민학교 승격
- 1996년 3월 1일 수산초등학교로 개칭
- 2000년 9월 1일 옥구초등학교로 통폐합